# Ricardo Álvarez
Ricardo Gabriel Álvarez, född 12 april 1988 i Buenos Aires, mer känd som Ricky Álvarez, är en argentinsk fotbollsspelare (mittfältare) som spelar för Vélez Sarsfield.

## Karriär

### Inter
Den 6 juli 2011 värvades Álvarez av den italienska storklubben Inter och skrev på ett femårskontrakt värt cirka €11,9 miljoner, 108 miljoner svenska kronor. Inter köpte 90% av spelarens ekonimska rättigheter och är skyldiga att köpa resterande 10% för en avgift på €1 miljon när Álvarez gjort 80 framträdande för klubben. Även Arsenal och Roma var ute efter Álvarez.

## Spelstil
Álvarez är vänsterfotad. Hans position är offensiv mittfältare, men han brukar också spela på kanterna. Som spelare är han snabb och teknisk med en ruskig vänsterfot.